# Леедрі
Ле́едрі (ест. Leedri küla) — село в Естонії, у волості Ляене-Сааре повіту Сааремаа.

## Населення
Чисельність населення на 31 грудня 2011 року становила 42 особи.

## Географія
Край села проходить автошлях 102 (Мустьяла — Кігелконна — Тегумарді).

## Історія
Історично село належало до приходу Кігелконна (Kihelkonna kihelkond).
До 12 грудня 2014 року село входило до складу волості Люманда.

## Історичні пам'ятки
- Старовинне кладовище Lümanda Leedri Kabeliväli.

## Пам'ятки природи
Між селами Леедрі та Люманда розташовується заказник Ланнасмаа (Lannasmaa hoiuala), площа — 14,3 га, VI категорія МСОП.
21 січня 2015 року поблизу села утворений заказник «Мянніку ківі» (Männiku kivi) — територія для охорони місця зростання кам'яної герані (Geranium columbinum), площа — 11,1 га, IV категорія МСОП.